# Анализ размерности
Ана́лиз разме́рности (чаще говорят «соображения размерности» или «метрические соображения») — инструмент, используемый в физике, химии, технике и нескольких направлениях экономики для построения обоснованных гипотез о взаимосвязи различных параметров сложной системы. Неоднократно применялся физиками на интуитивном уровне не позже XIX века.
В статье утверждается, что анализ размерностей впервые методически изложен Н. А. Морозовым в монографии «Основы качественного физико-математического анализа и новые физические факторы, обнаруживаемые им в различных явлениях природы» (1908), однако ранее аналогичные методики использовались другими учёными ещё в XIX веке и получили широкую известность после работ Рэлея (около 1892 г.) и Эдгара Букингема (π-теорема).
Суть метода в простейшем случае заключается в том, что для поиска выражения одного из параметров исследуемой системы через другие из последних составляется формула (их произведение в каких-то степенях), имеющая нужную размерность; часто именно она и оказывается искомым соотношением (с точностью до безразмерного множителя).

## Примеры

### Физика и техника
Простейший пример: если обозначить размерности физической величины буквами M, L, T, и поставить им в соответствие массу, расстояние, время, то такая физическая величина, как скорость, может быть представлена как «расстояние / время», то есть как (L/T), а сила может быть представлена как «масса × ускорение» или «масса × расстояние/время²» или (ML/T²).
С помощью таких же соотношений можно выразить мощность, импульс и другие величины, в том числе весьма необычные, такие, как «вязкость» или «скорость переноса мощности».
Выбор той или иной системы базовых размерностей не сводится к математике, а определяется физикой задачи. После выбора системы размерностей необходимо определить величины, характерные для системы (характерные величины). Например, размеры шара могут быть охарактеризованы его радиусом, а размеры кругового цилиндра — двумя величинами (естествен выбор радиуса цилиндра и его длины, но в некоторых задачах может быть удобна пара диаметр-объем или иной набор величин). Характерность величины связана не только с физическими свойствами системы, но и с интересующими нас вопросами. Например, для определения площади земельного участка важно знать какие-либо величины, характеризующие размер, а отражающие свойства не релевантны этой задаче. Однако если вопрос состоит в определении температуры у поверхности, то альбедо земли, наряду со многими другими величинами, является существенным параметром, в то время как размер участка не важен.
Из выбранных характерных величин составляются все независимые комбинации, дающие размерность интересующей нас величины. В простых случаях возможна лишь одна такая комбинация (например, если известен радиус шара {\displaystyle r} и его масса {\displaystyle m}, а интересует плотность материала {\displaystyle \rho }, то существует лишь одна возможная комбинация исходных величин, совпадающая с искомой по размерности: {\displaystyle [\rho ]=[m/r^{3}]}). В более сложных задачах комбинаций может быть несколько. Иногда требуется найти не скалярную величину, а вектор-функцию (например, распределение скорости жидкости в трубе). В таких случаях наряду с анализом размерностей необходимо учитывать дополнительные физические соображения.